# 58e cérémonie des New York Film Critics Circle Awards
La 58e cérémonie des New York Film Critics Circle Awards, décernés par le New York Film Critics Circle, a eu lieu le 17 janvier 1993, et a récompensé les films réalisés dans l'année précédente.

## Palmarès

### Meilleur film
- The Player
  - Impitoyable (Unforgiven)
  - Retour à Howards End (Howards End)

### Meilleur réalisateur
- Robert Altman pour The Player
  - Clint Eastwood pour Impitoyable (Unforgiven)
  - James Ivory pour Retour à Howards End (Howards End)

### Meilleur acteur
- Denzel Washington pour le rôle de Malcolm X dans Malcolm X
  - Harvey Keitel pour ses rôles dans Bad Lieutenant et Reservoir Dogs
  - Al Pacino pour le rôle du Lieutenant Colonel Frank Slade dans Le Temps d'un week-end (Scent of a Woman)

### Meilleure actrice
- Emma Thompson pour le rôle de Margaret Schlegel dans Retour à Howards End (Howards End)
  - Susan Sarandon pour le rôle de Michaela Odone dans Lorenzo (Lorenzo's Oil)
  - Michelle Pfeiffer pour le rôle de Louise Irene "Lurene" Hallett dans Love Field

### Meilleur acteur dans un second rôle
- Gene Hackman pour le rôle de "Little" Bill Daggett dans Impitoyable (Unforgiven)
  - Seymour Cassel pour le rôle de Joe dans In the Soup
  - Jack Nicholson pour le rôle du colonel Nathan R. Jessup dans Des hommes d'honneur (A Few Good Men)

### Meilleure actrice dans un second rôle
- Miranda Richardson pour ses rôles dans The Crying Game, Avril enchanté (Enchanted April), Fatale (Damage)
  - Judy Davis pour le rôle de Sally dans Maris et Femmes (Husbands and Wives)
  - Alfre Woodard pour le rôle de Chantelle dans Passion Fish

### Meilleur scénario
- The Crying Game – Neil Jordan
  - The Player (Schindler's List) – Michael Tolkin
  - Impitoyable (Unforgiven) – David Webb Peoples

### Meilleure photographie
- The Player – Jean Lépine
  - La loi de la gravité (Laws of Gravity) – Jean de Segonzac
  - Épouses et Concubines (大红灯笼高高挂 Da hong deng long gao gao gua) – Zhao Fei

### Meilleur film en langue étrangère
- Épouses et Concubines (大红灯笼高高挂 Da hong deng long gao gao gua) •  Chine /  Hong Kong /  Taïwan
  - La Fille aux allumettes (Tulitikkutehtaan tyttö) •  Finlande
  - Indochine •  France

### Meilleur documentaire
- Brother's Keeper
  - American Dream
  - Une brève histoire du temps (A Brief History of Time)